# Preston St. Mary
Preston St. Mary ist ein Dorf und eine Verwaltungseinheit im District Babergh in der Grafschaft Suffolk, England. Preston St. Mary ist 22,6 km von Ipswich entfernt. Im Jahr 2022 hatte es eine Bevölkerung von 196 Einwohnern. Archäologische Funde belegen Siedlungsspuren aus der Zeit der Römer. Preston wurde 1086 im Domesday Book als Prestetona/Prestetune erwähnt.